# كلب راكوني ياباني
الكلب الراكوني الياباني، والمعروف أيضاً باسم تانوكي (باليابانية: 狸, たぬき) (الاسم العلمي: Nyctereutes procyonoides viverrinus)، هو حيوان من الكلبيات موطنه اليابان. عادة ما يترجم الاسم الشائع الياباني خطأً بالغرير أو الراكون. على الرغم من الترجمات الخاطئة، التانوكي ليس قريباً للراكون أو الغرير. هذا الكلب هو واحد من نوعين اللذين ينتميان إلى جنس الكلب الراكوني Nyctereutes، جنبًا إلى جنب مع الكلب الراكوني الشائع (N. procyonoides).

## جدل التصنيف

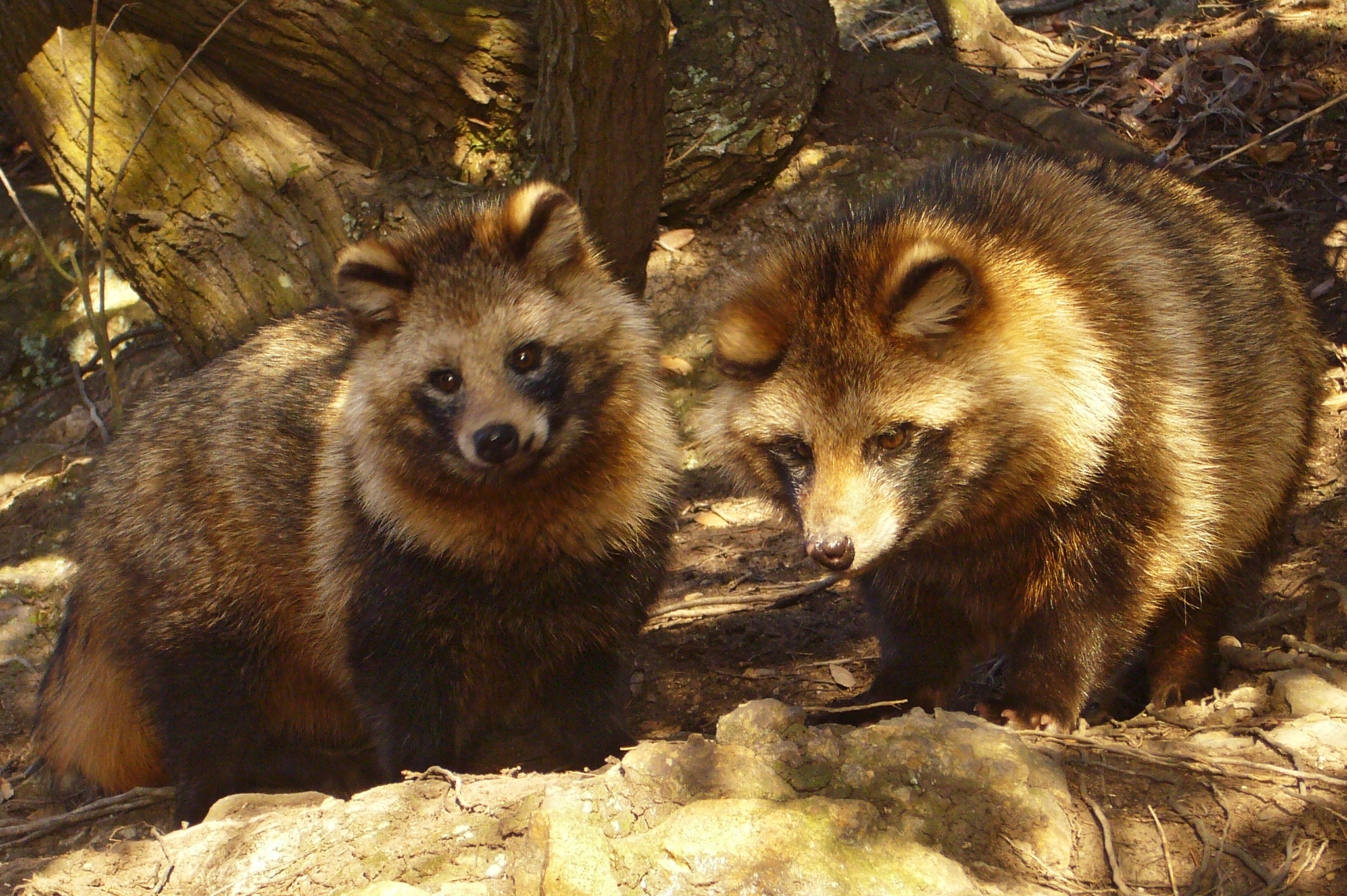
كلاب راكونية يابانية في فوكوياما ، هيروشيما

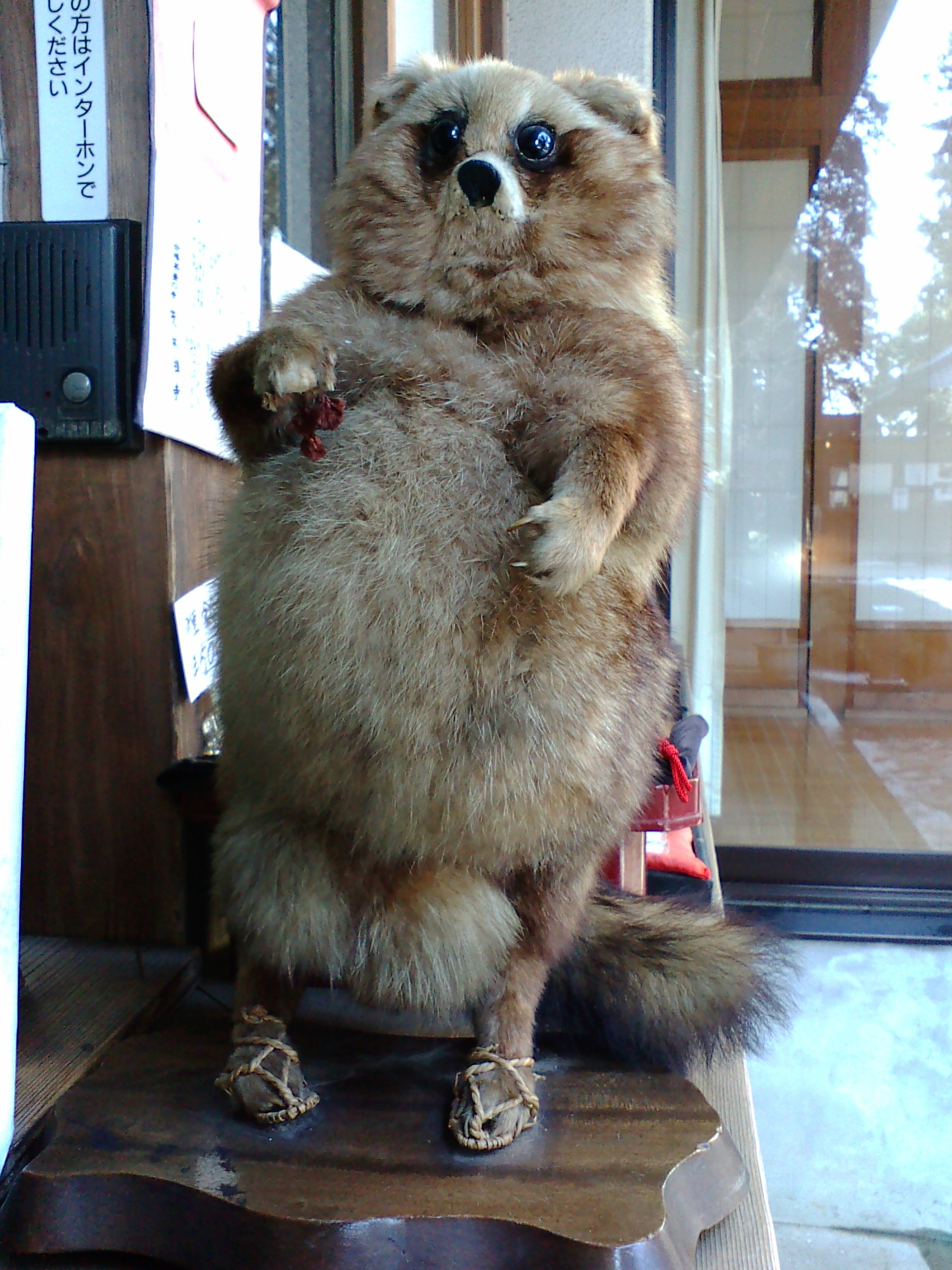
تحنيط لتانوكي إيزو ، هوكايدو ، واقف ويرتدي واراجي في قدميه معروض في مورينجي، غونما

هناك بعض الجدل في الأوساط العلمية حوا الانتواع بين السلالات الأخرى للكلب الراكوني والسلالة اليابانية للاختلاف في الصبغي والوزن والسلوك ، ينبغي النظر للكلب الراكوني الياباني كنوع منفصل عن السلالات الأخرى .
و أكد التحليل الجيني التسلسلات الفريدة للحمض النووي للمتقدرات، مصنفاً الكلب الراكوني الياباني كنوع منفصل متميز، بناءً على الأدلة من الإزفاءات الروبتونسية الثمانية . رفض الاتحاد العالمي للحفاظ على الطبيعة تصنيف الكلب الراكوني الياباني كنوع منفصل في في مؤتمر مجموعة كانيد للبيولوجيا والحفاظ في سبتمبر 2001 , لكن لا يزال وضعه مثير للجدل، بناءً على المجين المرن .

## الأهمية الثقافية
كالتانوكي، يحمل الحيوان أهمية تاريخية وثقافية في اليابان . تقليدياً، فإن المناطق المختلفة في اليابان لديها أسماء مختلفة للتانوكي كحيوان، التي ستسخدم للدلالة على حيوانات أخرى في البلاد، ومع ذلك الاسم الرسمي في لهجة توكيو العادية الآن «تانوكي» ، مصطلح له أهمية فلكلورية . وهو سمة شائعة في الفن الياباني، وخصوصاً فن النحت .

## وصلات خارجية
Integrated Taxonomic Information System Report: Nyctereutes procyonoides viverrinus